# Gentle on My Mind (album Deana Martina)
Gentle on My Mind – dwudziesty piąty studyjny album muzyczny Deana Martina wyprodukowany przez Jimmy'ego Bowena i zaaranżowany przez Erniego Freemana, wydany w 1968 roku przez wytwórnię Reprise Records. 

## Utwory
| 1.  | Not Enough Indians (Baker Knight)                                                                 | 3:25  |
|     |                                                                                                   |       |
| 2.  | That Old Time Feelin' (Baker Knight)                                                              | 2:43  |
|     |                                                                                                   |       |
| 3.  | Honey (Bobby Russell)                                                                             | 3:58  |
|     |                                                                                                   |       |
| 4.  | Welcome to My Heart (Bert Kaempfert, Lee Pockriss, Herbert Rehbein, Paul Vance)                   | 2:23  |
|     |                                                                                                   |       |
| 5.  | By the Time I Get to Phoenix (Jimmy Webb)                                                         | 2:45  |
|     |                                                                                                   |       |
| 6.  | Gentle on My Mind (John Hartford)                                                                 | 2:17  |
|     |                                                                                                   |       |
| 7.  | That's When I See the Blues (In Your Pretty Brown Eyes) (Carl Belew, Tommy Blake, W.S. Stevenson) | 2:37  |
|     |                                                                                                   |       |
| 8.  | Rainbows Are Back in Style (Dave Burgess)                                                         | 3:04  |
|     |                                                                                                   |       |
| 9.  | Drowning in My Tears (Ken Lane, Irving Taylor)                                                    | 2:25  |
|     |                                                                                                   |       |
| 10. | April Again (Glen Hardin)                                                                         | 2:50  |
|     |                                                                                                   |       |
|     |                                                                                                   | 28:27 |
|     |                                                                                                   |       |